# River Plate Football Club
El River Plate Football Club fue un equipo de fútbol uruguayo, de la ciudad de Montevideo, fundado oficialmente en 1898. Obtuvo 4 Campeonatos uruguayos en la era amateur, hasta desaparecer en los años 1920. Este club fue la inspiración del actual Club Atlético River Plate de Montevideo.

## Historia

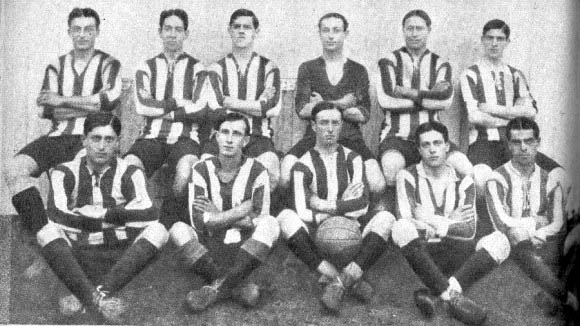
Equipo de 1914, que obtuvo el campeonato de liga Uruguaya ese mismo año.

### Sus inicios
Las menciones más tempranas a un equipo así llamado son de 1898, identificando a una formación de estudiantes del colegio Seminario. Este grupo, junto a otros miembros provenientes de los equipos London, Júpiter y Cagancha, terminaron formando el River Plate F.C. En 1903 ingresa a la League, pero a diferencia de los cuatro fundadores, Nacional, Triunfo y Wanderers que ingresaron directamente en la Liga, River Plate debió ingresar a competir en Segunda División junto a los segundos equipos de los clubes mencionados. Debió ganar el torneo durante 3 años consecutivos para que finalmente fuera aceptado a participar en la Primera División de 1907.

### Tetracampeón uruguayo
En su primera vez, en 1907, River Plate obtiene una honrosa participación, terminando en tercer puesto solamente detrás de CURCC (campeón) y Wanderers.
Ya en su segunda participación, en 1908, conquistó el título máximo en el Uruguay, siendo campeón uruguayo derrotando a CURCC por 2 a 1; a Albion 2 a 0; a Nacional 5 a 1. Después de haber ocupado en 1909 el tercer puesto, vuelve a campeonar en 1910, colocándose además en el primer puesto en todas las divisiones. En ese año se juega el famoso partido donde River Plate usando camiseta color celeste vence 2:1 al Alumni de Argentina, que se considera el origen de la camiseta celeste de la selección uruguaya.
En 1912 conquistó la copa de Honor, después de haber vencido al poderoso equipo Racing de Avellaneda por dos a uno. En 1913 y 1914 repite el título de campeón uruguayo convirtiéndose con cuatro títulos en el segundo club más ganador (solo detrás de CURCC que tenía 5). En ese último año River debió definir el campeonato en disputadas finales ante el CURCC, logrando finalmente ese cuarto título en el tercer partido final, jugado el 1 de febrero de 1915, con victoria para el elenco albi-rojo por 1 a 0.

### Disolución
A partir de 1915 comenzó a decaer. Cinco años después, salió último en la Copa Uruguaya y ya no compitió en 1921. Los jugadores originales se retiraron o pasaron a otros equipos y no hubo reemplazantes. Pero lo que terminó de matar al viejo River fue el amateurismo marrón: sus cracks se fueron a Peñarol y Nacional y no había recursos económicos para mantenerlos. 
En 1923 formó parte de la Federación Uruguaya de Football, órgano independiente de la por entonces Asociación Uruguaya de Foot-ball. Ese mismo año disputó el primer torneo de la FUF, donde terminó en la posición 26 sobre 32 equipos que disputaron ese campeonato, descendiendo de categoría. Esa fue la última aparición del club en primera división. Para 1925 el club dejó de existir.

## El origen del nombre River Plate
Las mercancías que venían desde Inglaterra a Montevideo llevaban la inscripción del destino “The River Plate”, el club pertenecía a la zona del Puerto de Montevideo, de allí que se les conociera como "los darseneros", apodo que mantiene el actual Club Atlético River Plate fundado en 1932, en la Ciudad Vieja de Montevideo, a pesar de que actualmente su sede y su estadio se localizan en la zona del Prado.

## Símbolos

### Escudo y bandera
Tanto en el escudo como en la bandera institucional, predomina el rojo y el blanco, colores del club, además de las siglas "R.P.F.C.", nombre completo de la institución.

## Uniforme
Si bien el uniforme original fue todo negro, su camiseta más representativa (desde 1905 en adelante) fue a rayas de colores blanco y rojo, y se originó luego de la guerra civil de 1904, en homenaje a quienes dieron su vida en tan trascendente acontecimiento. El color blanco representa al Partido Nacional y el rojo al Partido Colorado; los bandos enfrentados en la guerra. Otra interpretación es que este diseño surge por el impacto que dejaron los profesionales ingleses del Southampton, que visitaron Montevideo vestidos con esos colores en 1904.
| Original 1902-1903 | Tradicional 1905-1925 | vs Alumni (1910) |  |

### La celeste de la selección uruguaya
La camiseta alternativa era de color celeste, y en dicha camiseta se basa la titular de la selección uruguaya de fútbol. El motivo de tal honor fue que River Plate con este uniforme había logrado una hazaña en el año 1910 al vencer al poderoso equipo argentino Alumni Athletic Club. River Plate jamás perdió un partido contra Alumni.

## Palmarés

### Torneos nacionales
- Campeonato Uruguayo de Fútbol (4): 1908, 1910, 1913, 1914.
- Copa de Honor (1): 1912.
- Segunda División (3): 1903, 1905, 1906.

### Torneos internacionales
- Copa de Honor Cousenier (1): 1912